# O Ah! das Coisas
O Ah! das Coisas é uma pentalogia de curtas-metragens experimentais portuguesas de 2020, realizada, escrita e produzida por Rita Azevedo Gomes. Retratando reflexões e referências cinematográficas, literárias, musicais e plásticas da realizadora, os filmes do projeto intitulam-se: 6 de abril de 2020; "Nos quartos das freiras não há espelhos."; 21 de abril de 2020; "Um dia voltei ao quarto..." e; O pecado de João Palolo. As curtas-metragens foram rodadas com recurso a smartphone e produzidas ao longo das primeiras semanas de confinamento pela pandemia de COVID-19 em Portugal.
Os vários filmes O Ah! das Coisas foram distribuídos originalmente pela Cinemateca Portuguesa, através da sua plataforma online Gestos e Fragmentos, entre 29 de abril e 30 de junho do mesmo ano. O pecado de João Palolo foi selecionado para a edição de 2020 da FUSO: Anual de Videoarte Internacional de Lisboa, onde foi exibido a 29 de agosto.

## Sinopse

### 6 de abril de 2020
Com a intenção de documentar observações feitas durante a quarentena, Azevedo Gomes filma o que envolve o seu quotidiano: os objetos de decoração, a música e a literatura, desde revistas de saúde a livros como De Mozart en Beethoven: Ensayo sobre la noción de profundidad en la música, de Éric Rohmer.

### "Nos quartos das freiras não há espelhos."
Há uma irrealidade surpreendente nas coisas e nos gestos. Numa alusão ao cinema mudo, as sombras das mãos de Rita Azevedo Gomes interpretam versos de Adília Lopes.

### 21 de abril de 2020
Recuperando as imagens da primeira curta-metragem,  Azevedo Gomes filma o ciclo de quarentena, ilustrado pela paisagem exterior, prateleiras de livros, fragmentos de Tretya Meshchanskaya (Abram Room, 1927) e todos os sons que envolvem estes ambientes. Referências a Adolfo Arrieta, Luís Noronha da Costa, Sviatoslav Richter e Wolfgang Amadeus Mozart.

### "Um dia voltei ao quarto..."
Os reflexos da cineasta surgem perante a projeção de O Espectador que o cinema esqueceu (Joel Yamaji, 1991). Um teatro de sombras complementar ao de "Nos quartos das freiras não há espelhos." é sucedido por pormenores da capa de uma edição de Ternos Guerreiros, de Agustina Bessa-Luís. Referências a Sviatoslav Richter e Wolfgang Amadeus Mozart.

### O pecado de João Palolo

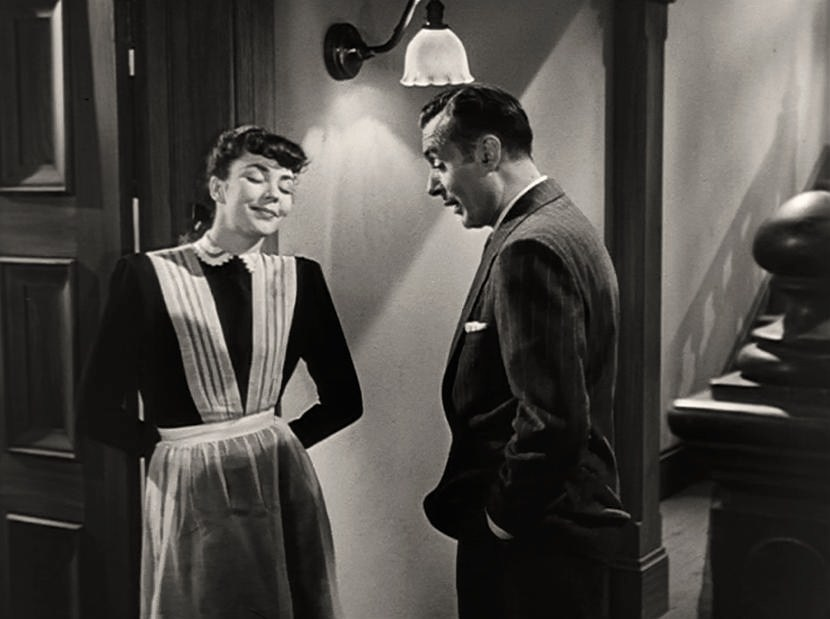
Jennifer Jones em Cluny Brown, com Charles Boyer.

"Porque a arte não tem juízo" e outras frases de João António Palolo, João Miguel Fernandes Jorge e Rita Azevedo Gomes surgem perante fragmentos de Jennifer Jones em Cluny Brown (Ernst Lubitsch, 1946) e João Palolo no programa da RTP2 Palolo, coisa de pintar (Alberto Rebelo, 1990), dedicado às raízes e influências do artista e a sua visão acerca da natureza da pintura. Ouve-se Metamorphosis, 3, de Philip Glass.

## Produção
Em abril de 2020, para colmatar o encerramento das instalações e salas de projeção da Cinemateca Portuguesa – Museu do Cinema como consequência do confinamento pela pandemia de COVID-19 em Portugal, a instituição criou a plataforma digital Gestos e Fragmentos, uma iniciativa que permitisse aos utilizadores aceder a filmes e peças museográficas. Um dos objetivos da plataforma seria também criar conteúdos e rubricas residentes que permanecessem disponíveis a longo-prazo na plataforma.
Propositadamente para a Gestos e Fragmentos, Azevedo Gomes rodou em formato digital, uma pentalogia de curtas-metragens O Ah! das Coisas, com recurso a smartphone. Os filmes de ensaio foram produzidos ao longo das primeiras semanas de confinamento obrigatório, entre 6 de abril e 18 de maio de 2020, com o objetivo de documentar observações da cineasta feitas neste período, acerca de relações virtuais, memórias de vida, objetos artísticos com os quais se tentava distrair e a ansiedade que se mantinha. Acerca da sua reflexão com a última curta-metragem produzida para a série, intitulada O pecado de João Palolo, Rita Azevedo Gomes escreveu: "No extenso e estranho isolamento em que nos vemos (...) as memórias de vida vêm por encantamento. O Ah! das coisas, acontece neste tempo que é simultaneamente de espanto e de pavor. O Ah!, são fantasias em filme da festa das memórias. O pecado de João Palolo é isso. Feito a lembrar João (António) Palolo, o amigo que me falava do azul cobalto, e de quem não cheguei a despedir-me. Assim, aparece, na pintura."

## Distribuição
A Cinemateca Portuguesa – Museu do Cinema distribuiu as várias curtas-metragens O Ah! das Coisas através da sua plataforma digital Gestos e Fragmentos, entre os meses de abril e junho de 2020, tal como sintetizado na tabela seguinte:
| Título                                                       | Duração | Data de produção    | Data de lançamento  |
| ------------------------------------------------------------ | ------- | ------------------- | ------------------- |
| O Ah! das coisas: 6 de abril de 2020                         | 1:40    | 6 de abril de 2020  | 29 de abril de 2020 |
| O Ah! das coisas: "Nos quartos das freiras não há espelhos." | 4:00    | 7 de abril de 2020  | 28 de maio de 2020  |
| O Ah! das coisas: 21 de abril de 2020                        | 4:20    | 21 de abril de 2020 | 29 de abril de 2020 |
| O Ah! das coisas: "Um dia voltei ao quarto..."               | 4:12    | 18 de maio de 2020  | 28 de maio de 2020  |
| O Ah! das coisas: O pecado de João Palolo                    | 5:27    | 18 de maio de 2020  | 30 de junho de 2020 |

O filme O Ah! das coisas: O pecado de João Palolo foi selecionado pelo curador Jean-François Chougnet para a sessão Open Call do festival FUSO: Anual de Videoarte Internacional de Lisboa, onde foi exibido a a 29 de agosto de 2020. Na sequência desta projeção, a curta-metragem integrou também, a 30 outubro do mesmo ano, a sessão Estruturar o Tempo do FUSO INSULAR: Mostra de Videoarte dos Açores (Ponta Delgada).